# Ferrovia Tangeri-Casablanca (alta velocità)

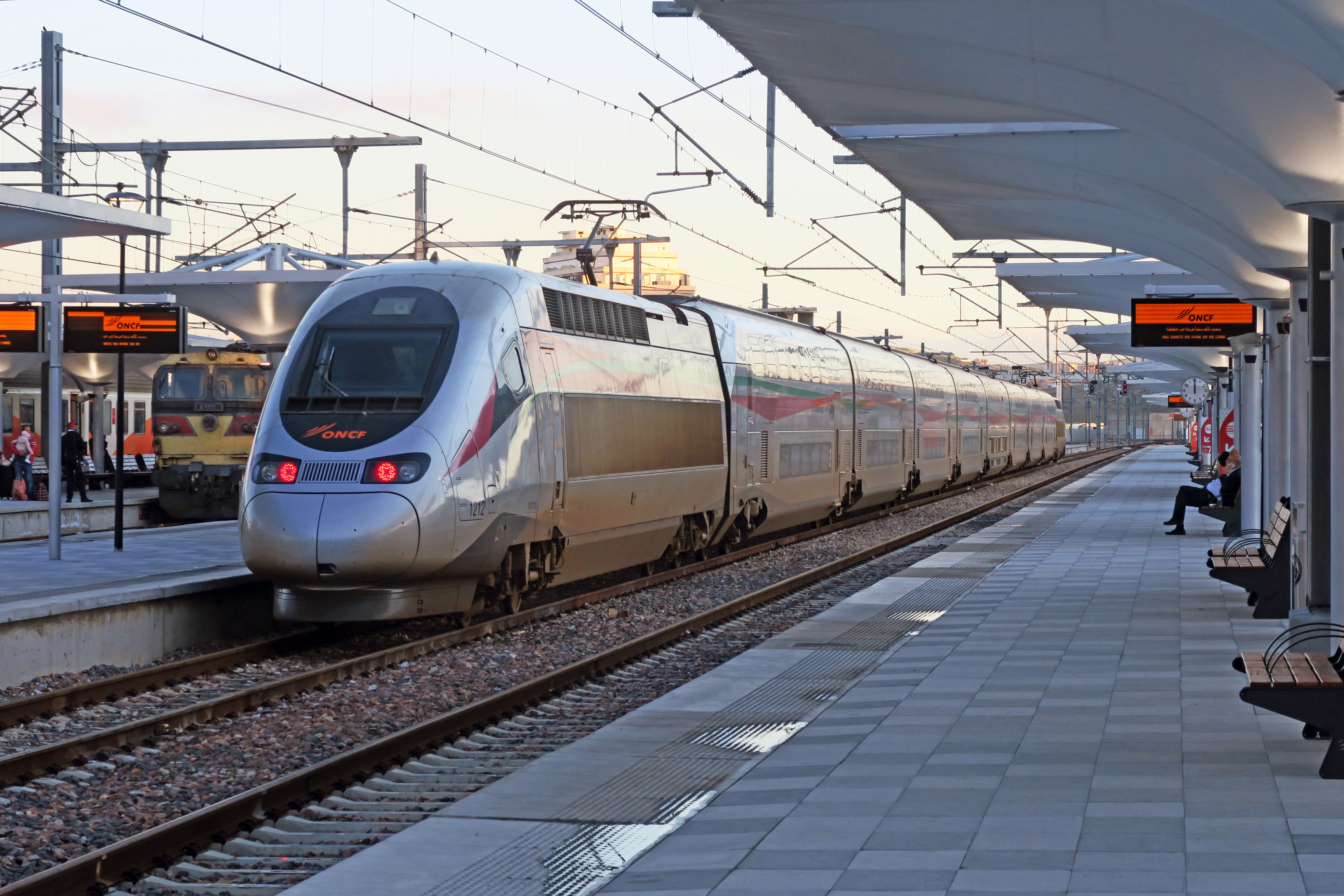
Treno Al Boraq RGV2N2 nella stazione di Tangeri-Ville.

La stazione di Rabat-Agdal rinnovata in contemporanea con la realizzazione dell'alta velocità.

La LGV Casablanca–Tangeri, o Ligne Atlantique, è la prima linea ad alta velocità del Marocco e dell'Africa ad essere realizzata, che permette di raggiungere la velocità di 320 km/h. L'apertura della prima tratta Tangeri-Kenitra è avvenuto nel novembre 2018, mentre per la tratta Kenitra-Casablanca è previsto per il 2020.
La celebrazione dell'inaugurazione della linea è avvenuto il 15 novembre 2018 dal re Mohammed VI e dal presidente francese Emmanuel Macron, seguito del protocollo d'intesa firmato il 23 ottobre 2007 tra il presidente francese Nicolas Sarkozy e i ministri competenti del Marocco per la costruzione della linea ad alta velocità, e con i cantieri cominciati dal 29 settembre 2011.
Se nella linea normale si viaggia da Tangeri a Casablanca in 4h45m, con l'alta velocità in una prima fase si viaggerà in 2h10m, mentre una volta completato l'intera tratta si viaggerà solamente in 1h30m.
La linea collega le città economicamente più importanti del Paese con un percorso che si svolge per la maggior parte lungo la costa atlantica seguendo la direttrice della rete autostradale. Fa parte della rete gestita dall'Office National des Chemins de Fer.
Le stazioni principali servite sono Tangeri, Kenitra, Rabat e Casablanca, che sono state rinnovate e ampliate per poter raccogliere un maggior flusso di viaggiatori.